# HubSpot
HubSpot (NYSE: HUBS) er en amerikansk softwarevirksomhed, der udvikler og markedsfører software til marketing, salg og kundeservice.
HubSpot blev etableret af Brian Halligan og Dharmesh Shah på MIT i 2006.